# Saint-Priest, Ardèche
Saint-Priest är en kommun i departementet Ardèche i regionen Auvergne-Rhône-Alpes i sydöstra Frankrike. Kommunen ligger  i kantonen Privas som ligger i arrondissementet Privas. År 2022 hade Saint-Priest 1 337 invånare.

## Befolkningsutveckling
Antalet invånare i kommunen Saint-Priest
Referens: INSEE